# 布瓦塞勒沙泰勒
布瓦塞勒沙泰勒（法語：Boissey-le-Châtel，法語發音：[bwasɛ lə ʃatɛl]）是法国厄尔省的一个市镇，位于该省北部偏西，属于贝尔奈区。

## 地理
布瓦塞勒沙泰勒（49°16'15"N, 0°47'1"E）面积4.38 平方千米，位于法国诺曼底大区厄尔省，该省份为法国北部内陆省份，北起滨海塞纳省，西接奧恩省和卡爾瓦多斯省，南至厄尔-卢瓦省，东临瓦兹省、瓦兹河谷省和伊夫林省。
与布瓦塞勒沙泰勒接壤的市镇（或旧市镇、城区）包括：博讷维尔-阿普托、圣菲尔贝叙布瓦塞、圣莱热迪热讷泰、泰努维尔。

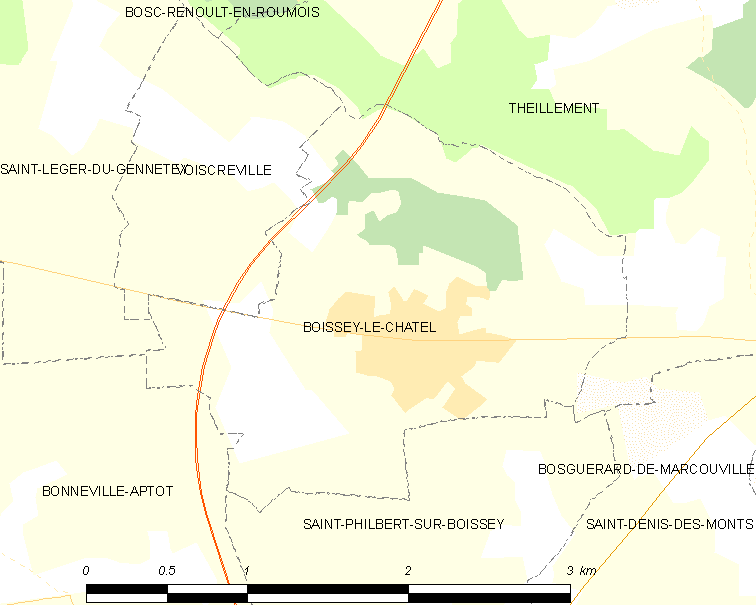
布瓦塞勒沙泰勒的OSM定位图

布瓦塞勒沙泰勒的时区为UTC+01:00、UTC+02:00（夏令时）。

## 行政
布瓦塞勒沙泰勒的邮政编码为27520，INSEE市镇编码为27077。

## 政治
布瓦塞勒沙泰勒所属的省级选区为大布特鲁尔德县。

## 人口

1962-2008年间布瓦塞勒沙泰勒人口变化图示

布瓦塞勒沙泰勒于2022年1月1日时的人口数量为877人。